# 吴垭民居
吴垭石头村，位于河南省南阳市内乡县乍岖乡境内。是第二批中国景观村，建于清朝乾隆八年（公元1743年），现有石头房200余间。

## 特征
村里的房屋、院墙 、楼门、磨房、道路、台阶、水槽、畜圈、厕所，还有家家户户使用的盆子、水缸、桌子、凳子等全都是石头构造，被称为“中国新石器时代的遗风保留地”。
石头房的结构有四合院、三合院、两进院和独家小院，正房和厢房相互独立，体现了中国北方民居的建筑特点。多数石头房都是依山而建，借助山势，有上房下院，也有房院一体，还有两房两院呈阶梯状分布。

## 有关故事
2006年，工人们在内乡县衙整修西院墙时,挖出了一块正面有龙雕的石块，石块左侧刻有“付铜银壹佰陆拾文，吴登鳌验讫”十三字，从旧时工房的职责得知这块石雕是一个名字叫吴登鳌的胥吏监制的，后经查明，吴登鳌是吴垭石头村的一个秀才，父辈本期望他科举入仕登上鳌头便给他取名“吴登鳌”，最终却未能如愿，最后经人举荐到内乡县衙当了个胥吏，吴登鳌死后留下了一把陶瓷茶壶，该茶壶做工精细，看上去像竹子编织，后来他的后代将茶壶增给了内乡县衙，现在在内乡县衙展室内可以看到该壶。

## 影视作品
在吴垭石头村选景的影视作品有：
- 16集戏曲电视剧《瓜儿、藤儿、根儿》
- 电影《内乡县衙》
- 中央电视台《走遍中国》栏目《古衙奇案》
- 中央电视台《乡村》栏目《衙门打春》
- 电视剧《小鼓大戏》